# Els Masos de la Coma

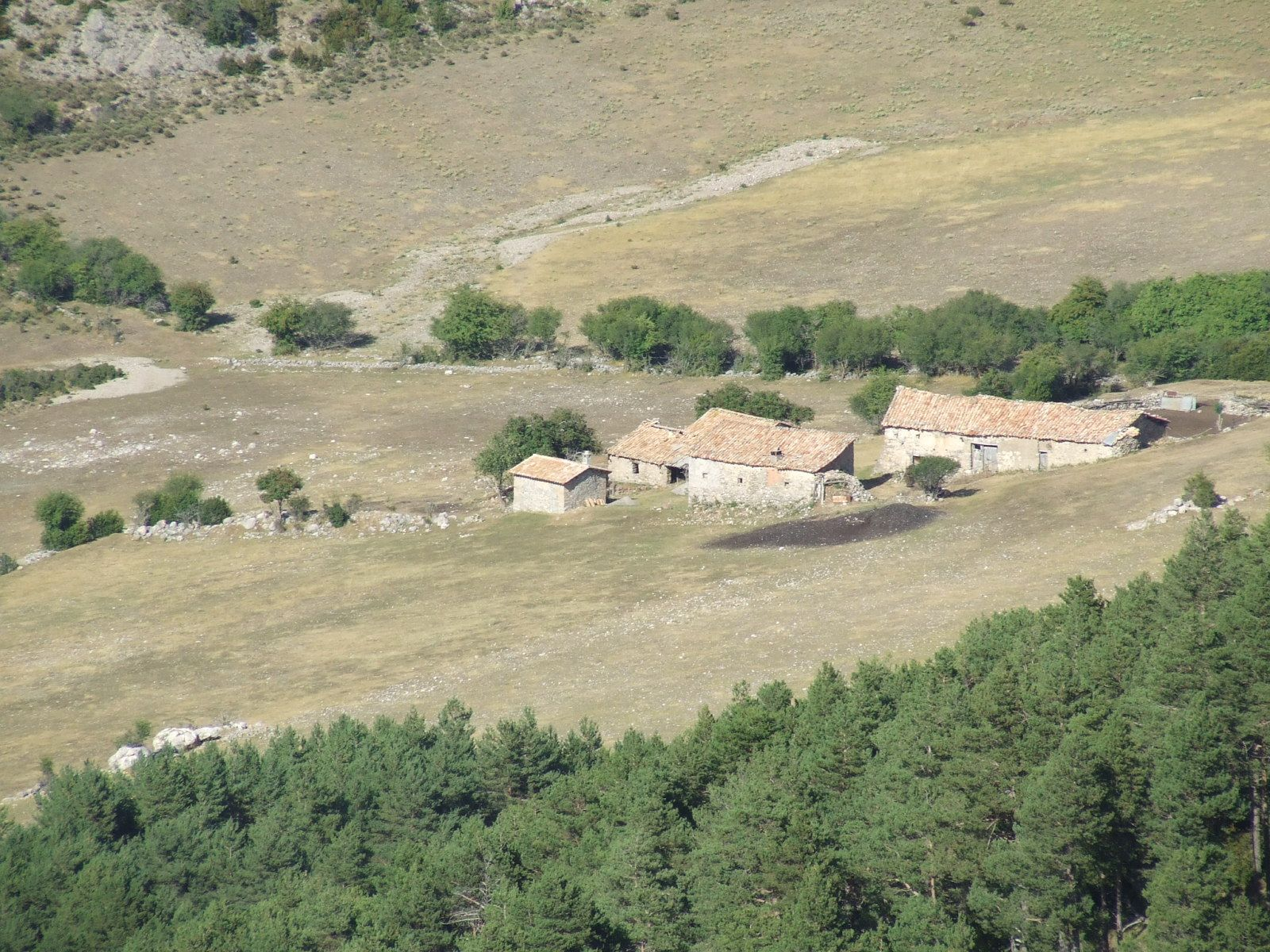
Els Masos de la Coma d'Orient

Els Masos de la Coma és una antiga caseria esparsa de l'antic terme d'Hortoneda de la Conca, de l'actual de Conca de Dalt, al Pallars Jussà.
Avui dia és un conjunt de bordes situat a la Coma d'Orient, algunes antics masos. Pertanyen a famílies d'Hortoneda.
La més occidental és la Borda d'Aubarell; després hi havia la Borda del Músic, desapareguda; a continuació, venia l'agrupació de bordes de la zona central de la coma, el Clot de la Ginebrera: de Senllí, de Maladent, Borda del Gorret i d'Isabel, les dues primeres amb una segona construcció que és una pallissa; més a orient hi ha el Pletiu del Querolar, on hi havia la borda d'aquest nom, i encara més a orient hi havia hagut la Borda de Savoia.